# مسلم (نام)
مسلم از نام‌های عربی-اسلامی به معنای مسلمان است و شاید به یکی از این افراد اشاره داشته باشد:
- مسلم بن عقیل پسرعمو و فرستاده حسین بن علی به کوفه در جریان عاشورای ۶۱ هجری قمری
- مسلم بن عوسجه از یاران حسین بن علی که در ماجرای عاشورای سال ۶۱ هجری قمری کشته شد
- مسلم ملکوتی از مراجع تقلید شیعه اهل جمهوری اسلامی ایران
- مسلم بهادری پزشک ایرانی
- مسلم اکبری بازیکن فوتبال هفت‌نفره
- مسلم خزایی بازیکن فوتبال هفت‌نفره
- مسلم نادری خادم کشتی‌گیر ایران
- مسلم فیروزآبادی بازیکن فوتبال اهل ایران